# Vilâyet
Das Vilâyet (persisch ولايت; arabisch ولاية wilāya ‚Herrschergewalt‘) war eine territoriale Verwaltungseinheit im Osmanischen Reich. Zu unterscheiden ist dabei der allgemeine und der technische Gebrauch des Begriffs.
Der Begriff taucht bereits in seldschukischer Zeit auf und bezeichnet dabei eine territoriale Einheit in der Provinzialverwaltung. Umfang und Struktur lassen sich dabei aus dem lückenhaften Quellenmaterial nicht mehr nachvollziehen. In osmanischer Zeit konzentriert sich diese nicht-technische Verwendung allmählich auf die oberste Stufe der Verwaltungshierarchie, das Eyâlet, für dessen Leiter sich ebenfalls die Bezeichnung Vali (anstelle des früheren Beylerbey) im Sprachgebrauch einbürgerte.
Daneben bezeichnete das Wort zu unterschiedlichen Zeiten jeweils zwei bestimmte Verwaltungseinheiten im Sinne eine Terminus technicus.
In der Frühzeit der osmanischen Herrschaft auf dem Balkan bis zum 16. Jahrhundert wurden mit Vilâyet Verwaltungsgebiete bezeichnet, die Bestandteile eines Sandschaks waren. Es wird vermutet, dass diese Vilâyets vorosmanische Herrschaftsgebiete widerspiegeln. So erscheint 1468 nach der Eroberung Bosniens der Sandschak Bosnien in 6 Vilâyets gegliedert, aus deren Namen sich noch Bezüge auf die vorosmanischen Herrscher ergeben. Diese Vilâyets verschwinden während der Herrschaft Süleymans I. Außerhalb des europäischen Reichsteils lässt sich diese Art von Verwaltungsbezirk nicht nachweisen.
In der Reformperiode des Tanzimat wurde das Vilâyet erneut zur Bezeichnung einer bestimmten Territorialeinheit, nämlich der Großprovinz, die ab 1864 das Eyâlet als Verwaltungseinheit der obersten Stufe ablösen sollte. Mit der Umbenennung war eine tiefgreifende Verwaltungsreform verbunden. Vorbild war das französische Département. An der Spitze der Vilâyets-Verwaltung stand der Vali. Dem Vali stand ein Generalrat (Meclis) zur Seite, deren Mitglieder teilweise gewählt, teilweise aufgrund ihrer Funktion Mitglieder waren. Unter Vilâyet waren Sandschaks als nächstniedrigere Verwaltungsinstanzen eingerichtet. Eigene Untergouverneure (Mutasarrif) besaßen nur die Sandschaks an der Peripherie der Provinz, den zentralen Sandschak verwaltete der Vali selbst.
Die Prinzipien der Reform wurden erstmals 1864 auf das Donau-Vilâyet (Tuna vilâyeti), aus dem 1878 das Fürstentum Bulgarien hervorging, angewandt und ab 1867 bis 1884 auf das ganze Reich ausgedehnt. Dabei blieben einige Sandschaks aus strategischen, politischen oder religiösen Gründen als „Unabhängige“ direkt der Zentrale unterstellt.
Einige arabische Nachfolgestaaten des Osmanischen Reiches haben die Verwaltungsgebiete als wilâya übernommen.

## Vilâyets zwischen 1845 und 1900
1864 gliederte sich die geographische Region des historischen Makedonien in sechs großprovinziale Verwaltungsbezirke des Osmanischen Reiches, sogenannte Vilâyets. Bei den sechs makedonischen Vilâyets handelte es sich um folgende (die jeweiligen Hauptstädte, bzw. politischen Zentren sowie deren heutige nationale Zugehörigkeit sind in Klammern angegeben):
- Vilâyet Edirne/Adrianopel (Edirne, heute türkisch)
- Vilâyet Ishkodra/Skutari (Shkodër, heute albanisch)
- Vilâyet Kosova/Kosovo (Üsküb/Skopje, heute mazedonisch)
- Vilâyet Manastır/Monastir (Bitola, heute mazedonisch)
- Vilâyet Selanik/Saloniki (Thessaloníki, heute griechisch)
- Vilâyet Yanya/Janina (Ioannina, heute griechisch)

Eine zentrale Verwaltungsregion für die gesamte geographische Region des historischen Makedonien hat es zu Zeiten des Osmanischen Reichs bis 1903 nicht gegeben.

## Vilâyets um 1900

Osmanisches Reich um 1900

Um 1900 bestanden die folgenden Vilâyets, Name der Hauptstadt:
- Vilâyet Adana
- Vilâyet Adrianopel, Edirne – bis 1903
- Khedivat Ägypten, Kairo – nicht eigentlich ein Vilâyet, sondern ein erbliches Vizekönigreich
- Vilâyet Aleppo, Aleppo
- Vilâyet Ankara
- Vilâyet Aydın, Smyrna
- Vilâyet Bagdad
- Vilâyet Basra
- Vilâyet Beirut, Beirut
- Vilâyet Bitlis
- Vilâyet Bosnien, Saraybosna /(Sarajevo), unter österr.-ungar. Verwaltung
- Vilâyet Cezair-i Bahr-ı Sefid (= Inseln der Ägäis), Rhodos
- Vilâyet Diyarbakr
- Vilâyet Erzurum
- Vilâyet Girit (Kreta), Hanya
- Vilâyet Hedschas, Dschidda
- Vilâyet Herzegowina, unter österr.-ungar. Verwaltung
- Vilâyet Hüdavendigâr, Brusa /(Bursa)
- Vilâyet Ioannina – bis 1903
- Vilâyet Jemen, San‘â’
- Vilâyet Kastamonu
- Vilâyet Kıbrıs (Zypern), Lefkosha (Nikosia), unter britischer Verwaltung
- Vilâyet Konya
- Vilâyet Istanbul
- Vilâyet Kosovo, Üsküb /(Skopje) – bis 1903
- Vilâyet Mamuretül-Aziz
- Vilâyet Manastır, Bitola – bis 1903
- Vilâyet Mossul, Mosul
- Vilâyet Ostrumelien, Filibe /(Plovdiv)
- Vilâyet Saloniki, Thessaloniki – bis 1903
- Vilâyet Shkodra, Shkodra – bis 1903
- Vilâyet Sivas
- Vilâyet Syrien, Damaskus
- Vilâyet Tuna
- Vilâyet Trabzon
- Vilâyet Tripolitanien, Tarâbulus /(Tripolis), in Libyen
- Vilâyet Van

## Unabhängige Sandschaks
- Sandschak Biga, Kale-i Sultaniye
- Sandschak Bingazi, Bengasi
- Sandschak Cebel-i Lübnan, Bait ad-Dîn
- Sandschak Kocaeli, İzmit
- Sandschak Kudüs-i Scherif, Jerusalem
- Sandschak Zor, Deir ez-Zor

## Heutige Bezeichnung
In der heutigen Türkei werden die Provinzen als İl bezeichnet. Vom territorialen Zuschnitt her sind die heutigen İller (Plural von İl) der Türkei, obwohl sie in veralteter Sprache gelegentlich als Vilayet bezeichnet werden, Nachfolger der Sandschaks der osmanischen Zeit. Parallel zum verringerten territorialen Umfang des Staates ist in der modernen Türkei die Ebene der Großprovinzen (Vilâyets der osmanischen Zeit) entfallen und die Unterprovinzen der osmanischen Zeit (Sandschaks) wurden zu Provinzen (türk.: Vilâyet, nach der Sprachreform: İl) hochgestuft.